# وایکینگ گلوبال
وایکینگ گلوبال (انگلیسی: Viking Global) شرکت سرمایه‌گذاری آمریکایی است، که در سال ۱۹۹۹ تأسیس شد.